# USD Coin
USDコイン（USDC）は、米ドルにペグされたステーブルコイン。USD CoinはCentreと呼ばれるコンソーシアムによって管理されている。CentreはCircleによって設立され、暗号通貨取引所CoinbaseやCircleの投資家であるBitcoinマイニング企業Bitmainのメンバーも参加している。USDCは民間団体によって発行されており、中央銀行デジタル通貨（CBDC）と混同してはならない。

## 利用方法
USDCは主にイーサリアムERC-20トークンとして利用可能で、Hedera Hashgraph、Algorand、Avalanche、Solana、Stellar、Polygon、TRONなどのブロックチェーンで利用できる。

## 準備金
Circleは、各USDCは準備として保有されているドル、またはその他の「承認された投資」によって裏打ちされていると主張しているが、これらの詳細は不明である。サークルのウェブサイト上の表現は、2021年6月に以前の「米ドルに裏打ちされた」から「完全に準備された資産に裏打ちされた」に変更された。
USDCの準備金は、Grant Thornton, LLPによって定期的に監査されており（監査は受けていない）、毎月の監査結果はCentre Consortiumのウェブサイトで見ることができる。

## 歴史
USDCはCircleが2018年5月15日に初めて発表し、2018年9月に発足した。
2021年3月29日、Visaは自社の決済ネットワークにおける取引決済にUSDCの使用を認めると発表した。
2022年現在, Circle は、550億米ドルが流通しているとしている。
2023年3月11日、Circleは前日に発生したシリコンバレー銀行の破綻により、準備金の約8％にあたる33億ドルがリスクにさらされていることを確認し、USDCはドルとのペッグを失った。